# NES Play Action Football
NES Play Action Football is een videospel voor het platform Nintendo Entertainment System. Ook werd het spel uitgebracht voor het Game Boy-systeem, onder de naam Play Action Football. Het werd uitgebracht in 1990. Het speelveld wordt isometrisch weergegeven met bovenaanzicht.

## Ontvangst
| Beoordeeld door                     | Jaar | Platform            | Score |
| ----------------------------------- | ---- | ------------------- | ----- |
| ASM (Aktueller Software Markt)      | 1991 | Game Boy            | 80%   |
| Nintendo Power Magazine             | 1989 | NES                 | 70%   |
| Digital Press - Classic Video Games | 2005 | Game Boy            | 70%   |
| VideoGame                           | 1991 | Game Boy            | 60%   |
| All Game Guide                      | 1998 | NES                 | 50%   |
| Mean Machines                       | 1990 | Game Boy            | 43%   |
| The Video Game Critic               | 2006 | NES                 | 42%   |
| GameSpot                            | 2007 | Wii Virtual Console | 40%   |
| Nintendo Life                       | 2007 | Wii Virtual Console | 30%   |
| Digital Press - Classic Video Games | 2005 | Game Boy            | 20%   |